# Campeonato Argentino Femenino de Clubes de Básquet
El Campeonato Argentino Femenino de Clubes de Básquet (también llamado Campeonato Femenino Mayores de Clubes o Campeonato Argentino de Clubes Femenino de Mayores) fue el máximo certamen femenino entre clubes argentinos de básquet, reemplazando a la Liga Nacional de Básquet Femenino. Solo se disputó durante dos temporadas, 2012 y 2013, siendo reemplazado a su vez por el Torneo Federal Argentino.

## Historia
El torneo surgió en 2012 para reemplazar a la Liga Nacional de Básquet Femenino, competencia nacional organizada por la Federación Femenina de Básquetbol de la República Argentina. Luego de la decisión de la Confederación Argentina de Básquetbol de intervenir a aquella entidad alegando problemas administrativos, la CABB decidió crear un nuevo torneo nacional bajo su égida.
En la primera edición, pensada por la CABB como una liga «de transición» hacia un Torneo Federal, participaron ocho equipos de cuatro provincias (cuatro del área metropolitana, uno de Misiones, uno de Mendoza y otro de Entre Ríos). El campeón fue Unión Florida, tras derrotar a Lanús en la final.
El segundo torneo contó con la presencia de once equipos, tras la deserción de Rosario Central, y se llevó a cabo de octubre a diciembre de 2013. El campeón fue nuevamente otro equipo del AMBA, el Club Deportivo Berazategui, quién venció a Lanús en una serie de cuatro partidos. Esta sería la última edición de la competencia, ya que en abril de 2014 fue anunciada la creación del Torneo Federal Femenino de Básquetbol, que contó en su primera temporada con un total de 21 equipos participantes.

## Historial de campeones
| Temporada    | Campeón       | Final | Subcampeón | Entrenador campeón |
| ------------ | ------------- | ----- | ---------- | ------------------ |
| 2012 Detalle | Unión Florida | 2 - 0 | Lanús      | Gregorio Martínez  |
| 2013 Detalle | Berazategui   | 3 - 1 | Lanús      | Juan Ferreira      |